# Parlamentní volby v Bulharsku 1901
Parlamentní volby se konaly 28. ledna 1901. I přesto, že Progresivní liberální strana se umístila na třetím místě v počtu volebních hlasů, získala nejvíce mandátů (vyhrála ve více volebních obvodech). Volební účast dosáhla 42,7 %.

## Volební výsledky
| Strana                                          | Počet hlasů | %     | Mandáty | +/-  |
| ----------------------------------------------- | ----------- | ----- | ------- | ---- |
| Lidová strana                                   | 66 910      | 22,8  | 29      | + 27 |
| Lidová liberální strana                         | 65 680      | 22,4  | 24      | + 5  |
| Progresivní liberální strana                    | 58 860      | 20,1  | 40      | + 32 |
| Demokratická strana                             | 49 070      | 16,8  | 27      | + 17 |
| Bulharský agrární národní svaz                  | 22 600      | 7,7   | 12      | + 12 |
| Liberální strana (Radoslavistská)               | 15 111      | 5,2   | 5       | - 84 |
| Bulharská sociálně demokratická dělnická strana | 14 680      | 5,0   | 2       | - 2  |
| Konzervativci                                   |             |       | 2       | + 1  |
| Ostatní strany                                  |             |       | 4       | 0    |
| Nestraníci                                      |             |       | 19      | - 37 |
| Neplatné hlasy                                  | 51 876      | -     | -       | -    |
| celkem                                          | 344 787     | 100,0 | 164     | - 5  |

- Volební hlasy jsou přibližné odhady